# (10259) Osipovyurij
(10259) Osipovyurij est un astéroïde de la ceinture principale.

## Description
(10259) Osipovyurij est un astéroïde de la ceinture principale. Il fut découvert le 18 avril 1972 à Naoutchnyï par Tamara Smirnova. Il présente une orbite caractérisée par un demi-grand axe de 3,12 UA, une excentricité de 0,24 et une inclinaison de 16,6° par rapport à l'écliptique.

## Compléments